# Angraecum crassum
Angraecum crassum är en orkidéart som beskrevs av Louis Marie Aubert Du Petit-Thouars. Angraecum crassum ingår i släktet Angraecum och familjen orkidéer. Inga underarter finns listade i Catalogue of Life.